# Inter praecipuas apostolici ministerii

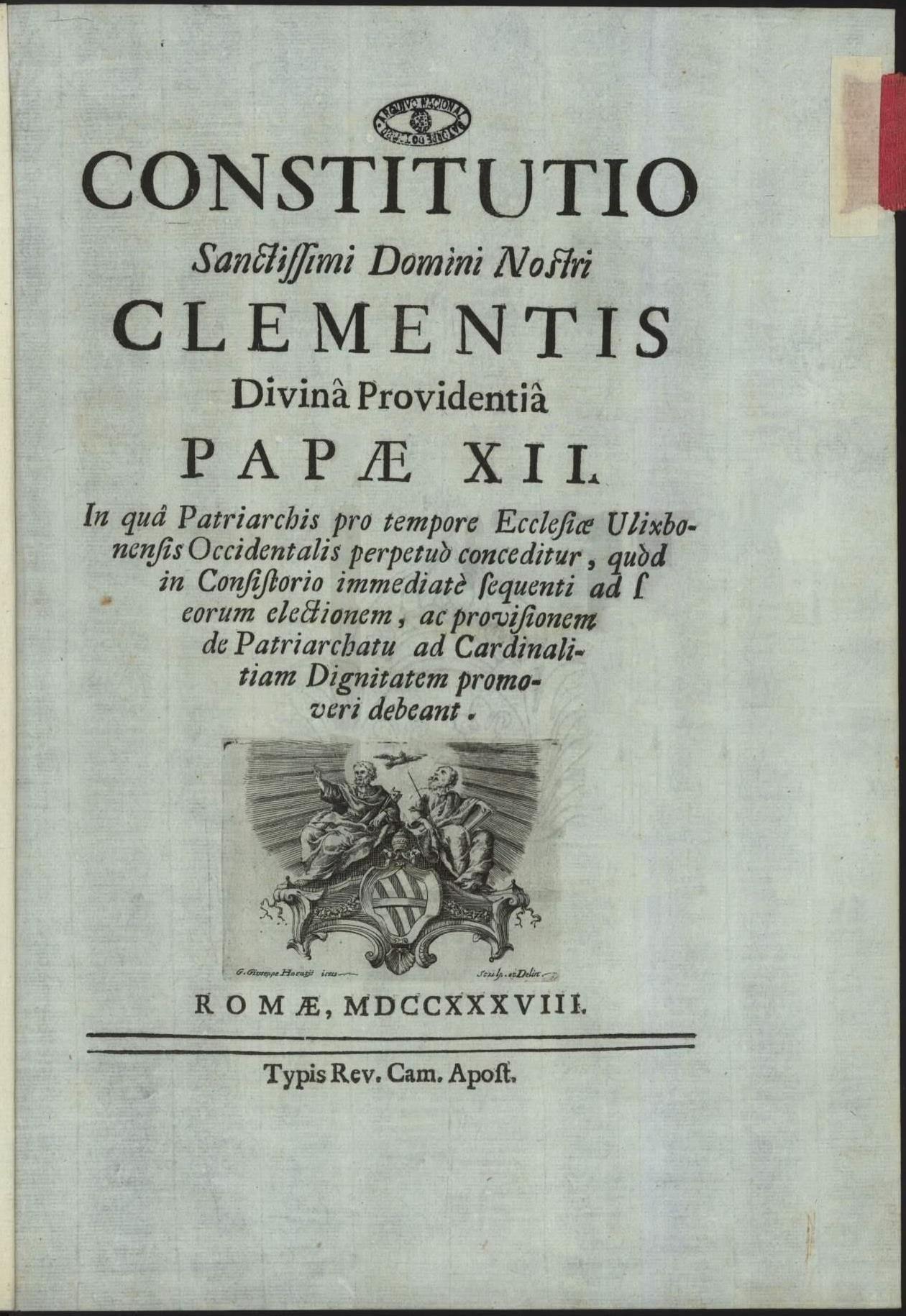
Capa da edição de 1738 de Inter praecipuas apostolici ministerii (Arquivo Nacional da Torre do Tombo)

Inter praecipuas apostolici ministerii (pronúncia em latim: [ˈin.ter preˈt͡ʃi.pu.as a.posˈto.li.t͡ʃi mi.nisˈte.ri.i]) é uma bula papal do Papa Clemente XII, datada de 17 de dezembro de 1737, que estabelece que o Patriarca de Lisboa seja elevado a Cardeal no consistório seguinte à sua nomeação para o sólio patriarcal. Lisboa é a única Sé Episcopal no Mundo que tem esta distinção. Até hoje todos os Papas honraram este privilégio. Outros patriarcados, como o Patriarcado de Veneza, vêm habitualmente os seus prelados serem elevados ao cardinalato no consistório seguinte à nomeação, mas apenas por tradição.
Após o Concílio Vaticano II os Cardeais deixam de ser Eleitores após completarem 80 anos de idade. Por tradição não devem coexistir dois Cardeais Eleitores na mesma Sé. Assim sendo, havendo um Patriarca Emérito, este privilégio cardinalício apenas se aplica ao novo Patriarca de Lisboa no consistório seguinte à perda da qualidade de Cardeal Eleitor por parte do Patriarca Emérito (quando completar 80 anos ou em caso de falecimento). 
O mais recente caso em que este privilégio foi exercido foi com o Patriarca D. Manuel Clemente, nomeado Patriarca de Lisboa em Maio de 2013, tendo sido elevado a Cardeal em Fevereiro de 2015, no consistório seguinte à morte dos seu antecessor, D. José Policarpo.
Após serem elevados ao cardinalato os titulares do Patriarcado de Lisboa assumem o título de Cardeal-Patriarca de Lisboa.